# NGC 4484
NGC 4484 ist eine Spiralgalaxie vom Hubble-Typ Sc im Sternbild Jungfrau am Südsternhimmel, die schätzungsweise 219 Millionen Lichtjahre von der Milchstraße entfernt ist.
Das Objekt wurde am 9. März 1828 von dem britischen Astronomen John Herschel mithilfe seines 18,7 Zoll-Spiegelteleskops entdeckt.